# Штампфер, Симон фон
Симон фон Штампфер (нем. Simon von Stampfer; 26 октября 1790, Матрай, Тироль — 10 ноября 1864, Вена) — австрийский математик, геодезист и изобретатель. Его самое известное изобретение — стробоскопический диск, претендующий на звание первого устройства, демонстрирующего движущиеся изображения. В это же время подобные устройства были независимо изготовлены в Бельгии (фенакистископ) и Великобритании (зоотроп).

## Биография

### Юность и образование
Симон фон Штампфер родился в ярмарочной коммуне Матрай в семье ткача Бартльме Штампфера (нем. Bartlmä Stampfer). С 1801 года Симон посещал местную школу, а с 1804 по 1807 годы учился во Францисканской гимназии в Лиенце. После он пытался поступить в лицей в Зальцбурге, чтобы изучать философию, но не смог сдать вступительный экзамен.
В 1814 году, успешно сдав государственный экзамен, Штампфер поступил в лицей в Мюнхене в качестве преподавателя. Однако к тому моменту его назначили помощником учителя математики, естествознания, физики и греческого языка в средней школе в Зальцбурге, из-за чего в Мюнхен он не поехал. После работы в средней школе Штампфер перешёл в лицей, где преподавал элементарную математику, физику и прикладную математику. В 1819 году его назначили профессором.
В свободное время Штампфер проводил геодезические измерения, астрономические наблюдения, эксперименты по изменению скорости распространения звука на разных высотах, а также измерения с использованием барометра. Часто посещал бенедиктинский монастырь Кремсмюнстер из-за установленного там астрономического оборудования.

### Первая научно-педагогическая работа
Подав несколько заявок в Инсбрукский университет, Штампфер был назначен профессором чистой математики в Зальцбурге. В Политехническом институте в Вене его также повысили до главы кафедры практической геометрии. Он поселился там в декабре 1825 года, чтобы заменить Франца Йозефа фон Герстнера. С того момента Штампфер преподавал практическую геометрию, а также работал физиком и астрономом. В это время он разработал метод расчёта солнечных затмений.
Помимо этого, Штампфер изучал оптические иллюзии. В 1828 году он выработал методы проверки телескопов, линз и методы измерения преломляющих и дисперсионных свойств стекла. Для работы над теоретическими основами производства высококачественной оптики он использовал ахроматические линзы Фраунгофера.

### Разработка «стробоскопических дисков»
В 1832 году Штампфер узнал из «Физико-математического журнала» об экспериментах британского физика Майкла Фарадея с оптической иллюзией, вызванной быстро вращающимися шестернями, когда человеческий глаз не мог следить за движением шестерни. Штампфер изучал этот эффект в ходе собственных экспериментов. Результатом его работы стала разработка стробоскопа, также известного как диск Штампфера.
Стробоскоп состоит из двух дисков: один с прорезями по окружности, а другой — с изображениями в кадрах движения. Когда разрезанный диск поворачивается на той же оси, что и диск с изображением, вид через прорези создавал впечатление непрерывно движущегося изображения.
Бельгийский ученый Джозеф Антуан Фердинанд Плато в течение некоторого времени разрабатывал очень похожее устройство. В январе 1833 года он опубликовал информацию о своем изобретении (впоследствии получившем название фенакистископ) в бельгийском научном периодическом издании. В 1836 году Плато упомянул, что не помнит, когда именно к нему пришла идея фенакистископа, но впервые он смог успешно собрать его в декабре. Плато заявил, что доверяет утверждению Штемпфера, что тот одновременно изобрёл свою версию.
Иногда на роль отца-основателя кино, помимо Штампфера и Плато, упоминается и Иосиф Антуан Фердинанд.
7 мая 1833 года Штампфер получил императорскую привилегию № 1920 за своё изобретение.
Устройство было изготовлено венскими арт-дилерами Trentsensky & Vieweg и выпущено на рынок. Первая версия устройства поступила в продажу в мае 1833 года и была быстро раскуплена. В июле 1833 года появился улучшенный вариант. «Стробоскопические диски» Штампфера стали известны за пределами Австрии, и именно после этого возник термин «стробоскопический эффект».

### Личная жизнь
В 1822 году фон Штампфер женился на Иоганне Вагнер. В 1824 году у них родилась дочь Мария Алоизия Йоханна, а в 1825 году — сын Антон Иосиф Симон.